# Monhystera africana
Monhystera africana är en rundmaskart som beskrevs av Andrassy 1964. Monhystera africana ingår i släktet Monhystera och familjen Monhysteridae. Inga underarter finns listade i Catalogue of Life.